# Sint-Folquinuskerk (Ekelsbeke)
De Sint-Folquinuskerk (Frans: Église Saint-Folquin) is de parochiekerk van de gemeente Ekelsbeke in het Franse Noorderdepartement.

## Geschiedenis
De geschiedenis van deze kerk gaat terug tot zeker de 12e eeuw, uit welke tijd de fundamenten van het huidige kerkgebouw stammen. De vierkante vieringtoren is 13e-eeuws en het schip is van 1610. De kerk werd in 1976 getroffen door brand en in 1978 hersteld.

## Gebouw
Het betreft een driebeukige bakstenen hallenkerk met pseudotransept en vieringtoren. Merkwaardig is de met symmetrische figuren in rode en gele baksteen versierde voorgevel. In de toren bevindt zich een beiaard met 13 klokken, waarvan 12 uit 1586 stammen.

## Interieur
De kerk bezit relikwieën van Sint-Folquinus, in een 18e-eeuws schrijn. Deze heilige is hier in 855 overleden. De preekstoel en de biechtstoelen zijn 17e-eeuws, het koorgestoelte 18e-eeuws. Er zijn 16e-eeuwse en vooral 18e-eeuwse heiligenbeelden. Van 1665 is het schilderij Onze-Lieve-Vrouw van de Rozenkrans, naar Caravaggio. Hier is de kasteelvrouwe Marie-Jacqueline Triest te zien met aan haar voet een hondje. Zij was namelijk vermoord door haar meid, en volgens de overlevering zou het hondje haar lijk hebben gevonden. De graflegging is een 18e-eeuwse beeldengroep.